# BBC Südost
1. FC Wilmersdorf is een Duitse voetbalclub uit het Berlijnse stadsdeel Berlin-Kreuzberg. 

## Geschiedenis
De club werd opgericht in 1950 door voormalige leden van SG Union Oberschöneweide. De spelers waren naar West-Berlijn gevlucht en richtten SC Union 06 Berlin op. De club ging in het Poststadion in Moabit spelen. Een aantal leden en toeschouwers uit Kreuzberg en Köpenick vond dit echter te ver waarop zij een nieuwe club oprichtten. In 1954 speelde de club voor het eerst in de Amateurliga Berlin, destijds de tweede divisie in Duitsland. Na drie seizoenen degradeerde de club. 
Het duurde tot 1969 vooraleer de club terug kon promoveren naar de Amateurliga, door de invoering van de Bundesliga inmiddels de derde klasse. De club eindigde meteen in de subtop en in 1973 werd de club zelfs kampioen waardoor ze mochten deelnemen aan het Duits amateurvoetbalkampioenschap, waar ze in de eerste ronde verloren. In 1973/74 eindigde de club negende in de Regionalliga. De club werd echter slachtoffer van een competitiehervorming. Door de invoering van de 2. Bundesliga werd de Regionalliga afgevoerd en ging de club in de Oberliga spelen, de derde klasse. Na twee seizoenen degradeerde de club en slaagde er niet meer in om terug te keren. In 1990 werd de club ontbonden. 